# Собетова, Вера Валерьевна
Ве́ра Вале́рьевна Собе́това (10 марта 1992, Липецк) — российская гребчиха-байдарочница, выступает за сборную России с 2011 года. Участница летних Олимпийских игр в Лондоне, финалистка чемпионатов Европы и мира, многократная победительница национальных первенств, мастер спорта международного класса.

## Биография
Вера Собетова родилась 10 марта 1992 года в Липецке. Активно заниматься греблей начала в возрасте четырнадцати лет, проходила подготовку под руководством собственного отца Валерия Александровича Собетова, тренера высшей квалификационной категории. Первого серьёзного успеха добилась в 2010 году, когда завоевала золотую медаль на юниорском чемпионате Европы — в программе четырёхместных байдарок на дистанции 500 метров. Год спустя пробилась в основной состав национальной сборной России, дебютировала на Кубке мира, впервые выступила на взрослых первенствах Европы и мира: в нескольких дисциплинах дошла до финальных гонок, но попасть в число призёров не смогла.
В 2012 году выиграла две серебряные медали на этапах Кубка мира в Познани и благодаря череде удачных выступлений удостоилась права защищать честь страны на летних Олимпийских играх в Лондоне. В парной программе вместе с Наталией Лобовой дошла до финала «Б» полукилометровой дисциплины и в итоге расположилась на пятнадцатой позиции. С байдаркой-четвёркой, куда также вошли гребчихи Юлиана Салахова, Наталья Подольская и Юлия Качалова, сумела дойти до финала, но в решающей гонке финишировала лишь седьмой. «Перед стартом была задача выложиться по полной программе и показать всё, на что мы способны. Мы это сделали, поэтому сожалений нет. На данный момент это максимум, на что мы способны».
После Олимпиады Собетова осталась в основном составе российской национальной команды и продолжила принимать участие в крупнейших международных соревнованиях. Так, в 2013 году побывала на чемпионате мира в Дуйсбурге и на чемпионате Европы в Монтемор-у-Велью — во всех дисциплинах стала финалисткой. Помимо этого, получила серебряную награду на летней Универсиаде в Казани, в дисциплине К-4 200 м. В 2014 году в очередной раз одержала победу на Кубке России и прошла отбор на домашний чемпионат мира.